# ハンス・グロドツキ
ハンス・グロドツキ（Hans Grodotzki、1936年4月4日 - ）は、旧東ドイツの陸上競技選手。1960年ローマオリンピックの銀メダリストである。

## 経歴
ドイツ国東プロイセンのプロイシシュ・ホラント（現在のポーランド・ヴァルミア＝マズールィ県パスウェンク）生まれ。1954年に鉱夫として働きながら陸上競技選手としてトレーニングをはじめる。20歳になった1956年、徴兵中に東ドイツのナショナルチームのメンバーに選ばれ、1年半の間、集中的にトレーニングを積む機会を与えられた。
1960年ローマオリンピックに出場。10000mで28分37秒0のタイムで、ソ連のピョートル・ボロトニコフに次いで銀メダルを獲得。ドイツの選手としてオリンピックの10000mでメダルを獲得した初めての選手となる。さらに6日後、5000mに出場し、ニュージーランドのマレー・ハルバーグに次いで2個目の銀メダルを獲得した。陸上競技の中長距離種目において、同じオリンピックで複数のメダルを獲得した初めてのドイツ選手となった。
1962年にアキレス腱を故障したことが原因で、1964年に現役を引退。その後、大学に進学。卒業後はコーチとなった。